# 万历云南通志
万历《云南通志》，又称“隆庆《云南通志》”，是明朝隆庆、万历年间官修地方志，为明修云南省志上乘之作:4。《通志》由邹应龙修、李元阳纂，卷首有李元阳自序:181。
云南巡抚邹应龙提倡修志，众人推荐云南名士李元阳编纂，始修于隆庆六年（1572年），万历四年（1576年）在叶榆（今大理下关）刊刻:181。《通志》修成时李元阳已80岁高龄，他在自序末尾署名“八十老人”。

## 内容
万历《云南通志》共17卷，分为12志、58目:24，系在正德《云南志》基础上纂编而成。《地理志》和《羁縻志》内容丰富，开创《兵食志》，记录了明代卫所军实屯征的重要资料。但《通志》出自李元阳之手，多录其个人见解，比如他将旧志的“百夷”改作“僰夷”，又把“僰人”改为“白人”，导致少数民族的称谓混乱不堪，甚至对后世的白族、傣族同源误解造成一定影响。
万历《云南通志》记载物产较为完善，明清时期四川、湖广、贵州等地省志均无粮食介绍，史学家何炳棣根据万历《云南通志》的记载，考证玉米、红薯最先从云南进入中国，自印、缅入滇比自海路入闽早二三十年。

## 版本
清初之后，云南文献中未再见到有关万历《云南通志》的记载，康熙五十四年《新兴州志》为最后引用《通志》者，《通志》此后在云南失传:430。万历《云南通志》现存版本有：
| 版本       | 藏馆/出版机构      | 来源 | 参考               |
| ---------- | ------------------ | --- | ------------------ |
| 明刊本     | 中国国家图书馆     | 初刻本，列入《中国古籍善本书目》善本名单。 | :1831              |
| 明刊本     | 天津图书馆         | 补刻本，原为天津任振采天春园藏书，中华人民共和国成立后任将藏书捐献天津图书馆，列入《中国古籍善本书目》善本名单、第三批国家珍贵古籍名录。                                 | :1831              |
| 明刊本     | 上海图书馆         | 再补刻本，列入《中国古籍善本书目》善本名单。 | :1831              |
| 明刊本     | 日本尊经阁文库     | | [ 3 ] [ 9 ] [ 10 ] |
| 明刊本     | 日本早稻田大学     | | [ 3 ] [ 9 ] [ 10 ] |
| 晒印本     | 天津图书馆         | | :819               |
| 晒印本     | 湖北省图书馆       | | :819               |
| 晒印本     | 原云南通志馆       | 1932年任振采寄函至昆明，委托方树梅采购云南地方志，并附已藏云南志书目录，其中包括万历《云南通志》。随后方与任联系，得其晒蓝本一部，今已遗失。                             | :518               |
| 抄本       | 北京大学图书馆     | | :819               |
| 抄本       | 中国民族图书馆     | | :819               |
| 抄本       | 中央民族大学图书馆 | | :819               |
| 抄本       | 云南省图书馆       | 传抄天津图书馆藏本。 | :24                |
| 近代重印本 | 云南通志馆         | 云南通志馆将所获任振采天春园晒蓝本发上海排印500部，分装8册，1935年出版，封内题“龙氏灵源别墅重印”，增龙云重印序，现流传较广。                                             | :182:518           |
| 影印本     | 兰州大学出版社     | 《中国西南文献丛书》本，影印1935年云南通志馆排印本，辑入第1辑第21卷，2004年出版。                                                                                        | :4                 |
| 影印本     | 民族出版社         | 《大理丛书》本，影印1935年云南通志馆排印本，2007年出版。 | :2                 |
| 影印本     | 国家图书馆出版社   | 《湖北省图书馆藏稀见方志丛刊》本，2018年出版。 | [ 15 ]             |
| 影印本     | 中华书局           | 《云南历代方志集成》本，2020年出版。 | [ 16 ] [ 17 ]      |
| 影印本     | 北京燕山出版社     | 《现存明代西南方志集成》本，影印明刻本、1935年云南通志馆排印本两种，2021年出版。                                                                                         |                    |
| 点校本     | 云南大学出版社     | 方国瑜主编《云南史料丛刊》，在第六卷收入万历《云南通志》的《建设志》、《赋役志》、《兵食志》、《学校志》、《羁縻志》部分内容。据1935年云南通志馆排印本点校，1998年出版。 | :660               |
| 点校本     | 中国文联出版社     | 云南省社会科学院刘景毛点校，以云南通志馆重印本为工作本，与国图本、天图本、上图本对校，2013年出版，题名《万历云南通志》。                                                 |                    |